# Hohenlohe-Ingelfingen
Hohenlohe-Ingelfingen fu una contea tedesca collocata a Nord-Est del Baden-Württemberg, in Germania, presso Ingelfingen. Hohenlohe-Ingelfingen si originò dalla partizione dell'Hohenlohe-Langenburg. Venne elevata da Contea a Principato nel 1764 e allo scioglimento del Sacro Romano Impero passò al Württemberg, nel 1806.

## Sovrani di Hohenlohe-Ingelfingen

### Conti di Hohenlohe-Ingelfingen (1701 - 1764)
- Cristiano Kraft (Conte di Hohenlohe-Langenburg) (1701 - 1743)
- Filippo Enrico (1743 - 1764)

### Principi di Hohenlohe-Ingelfingen (1764 - 1806)
- Filippo Enrico (1764 - 1781)
- Enrico Augusto (1781 - 1796)
- Federico Luigi (1796 - 1818) mediatizzato nel 1806
- Adolfo (1818 - 1873)
- Carlo Adalberto (1873 - 1890) ?
- Federico Guglielmo (1890 - 1895) ?
- Carlo Goffredo (1895 - 1960) ?